# Il'ja Najšuller
Il'ja Viktorovič Najšuller (in russo Илья Викторович Найшуллер?; Mosca, 19 novembre 1983) è un musicista e regista russo.
Frontman del gruppo indie rock Biting Elbows, nel 2015 ha esordito al cinema col film d'azione Hardcore!, noto per essere interamente girato in soggettiva.

## Biografia
Cresciuto tra Mosca e Londra, ha frequentato la Tisch School of the Arts dell'Università di New York, senza però completare gli studi. Nel 2008 ha fondato il gruppo musicale Biting Elbows, di cui è il cantante e chitarrista.
Nel 2013 il video musicale del loro singolo Bad Motherfucker da lui diretto, girato in soggettiva con delle GoPro, è diventato virale, accumulando 32 milioni di visualizzazioni su YouTube e circa 120 milioni tra Facebook e altre piattaforme, ottenendo lodi da parte di Darren Aronofsky.
In seguito a ciò, Najšuller è stato avvicinato dal produttore Timur Bekmambetov per trasformare la sua idea in un lungometraggio d'azione, che ha scritto, diretto e co-prodotto: Hardcore! ha incassato quasi 17 milioni di dollari a livello globale, considerato un risultato notevole per un film russo moderno.

## Discografia

### Album
- 2011 – Biting Elbows
- 2020 – Shorten the Longing

### EP
- 2011 – Dope Fiend Massacre
- 2013 – Bad Motherfucker

## Filmografia

### Regista

#### Cinema
- Hardcore! (Hardcore Henry) (2015)
- Io sono nessuno (Nobody) (2021)
- Capi di Stato in fuga (Heads of State) (2025)

#### Video musicali
- The Stampede – Biting Elbows (2011)
- Toothpick – Biting Elbows (2012)
- Bad Motherfucker – Biting Elbows (2013)
- False Alarm – The Weeknd (2016)
- For the Kill – Biting Elbows (2016)
- Kol'šik – Leningrad (2017)
- Vojaž – Leningrad (2017)
- Žu-Žu – Leningrad (2018)
- Coj – Leningrad (2018)
- Zoloto – Leningrad (2018)
- Heartache – Biting Elbows (2019)
- Control – Biting Elbows (2019)
- Elasticity – Serj Tankian (2021)

### Produttore
- Hardcore! (Hardcore Henry) (2015)
- Ja chudeju, regia di Aleksej Nužnyj (2018)
- Molodoy chelovek, regia di Alexandr Fomin (2022)
- Kentavr, regia di Kirill Kemnits (2023)

### Sceneggiatore
- Hardcore! (Hardcore Henry) (2015)